# Wendlandia
Wendlandia ist eine Pflanzengattung innerhalb der Familie der Rötegewächse (Rubiaceae). Die 80 bis 90 Arten sind hauptsächlich in tropischen und subtropischen Gebieten in Asien verbreitet.

## Beschreibung

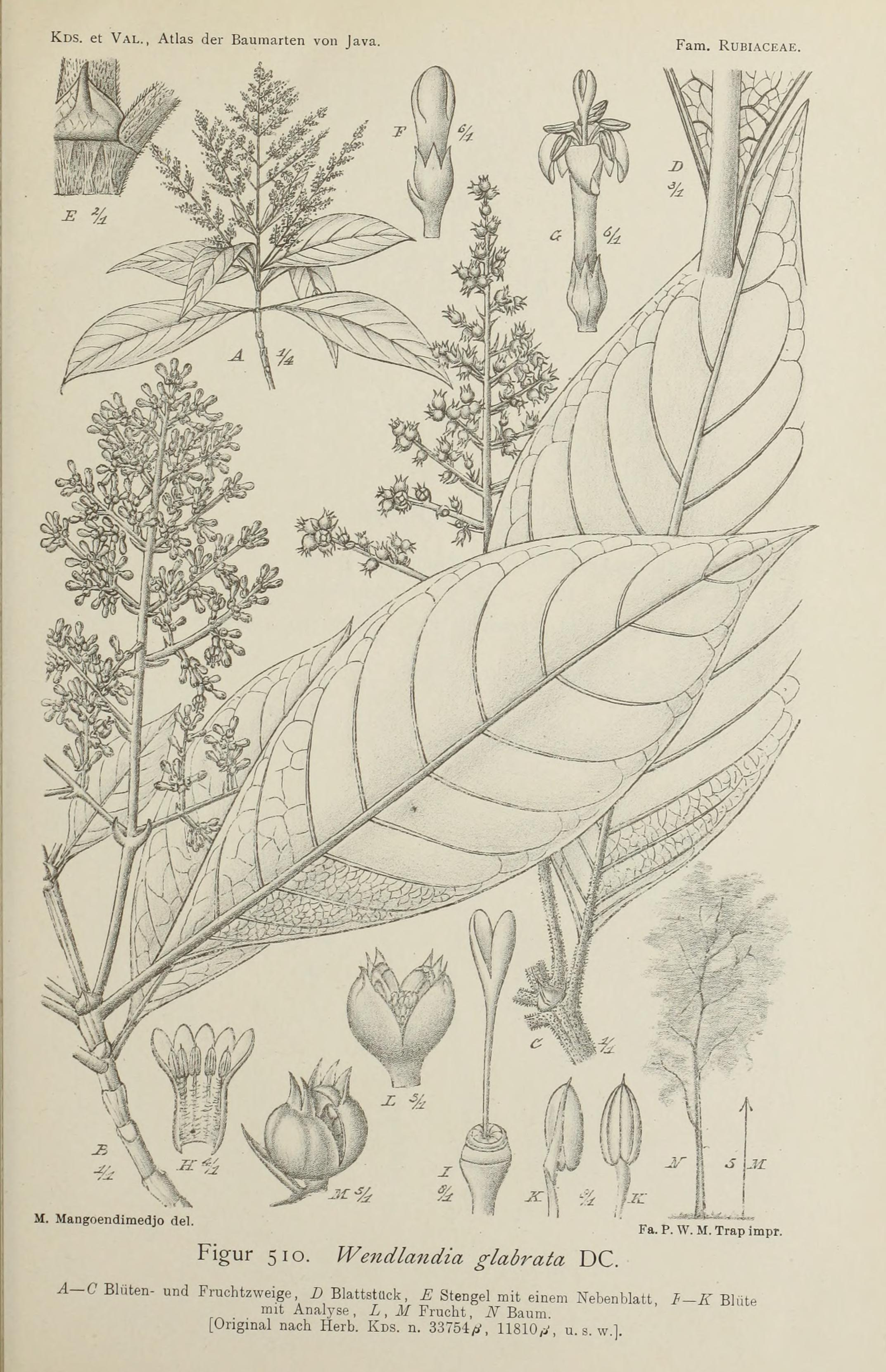
Illustration aus Atlas der baumarten von Java, Figur 510 von Wendlandia glabrata

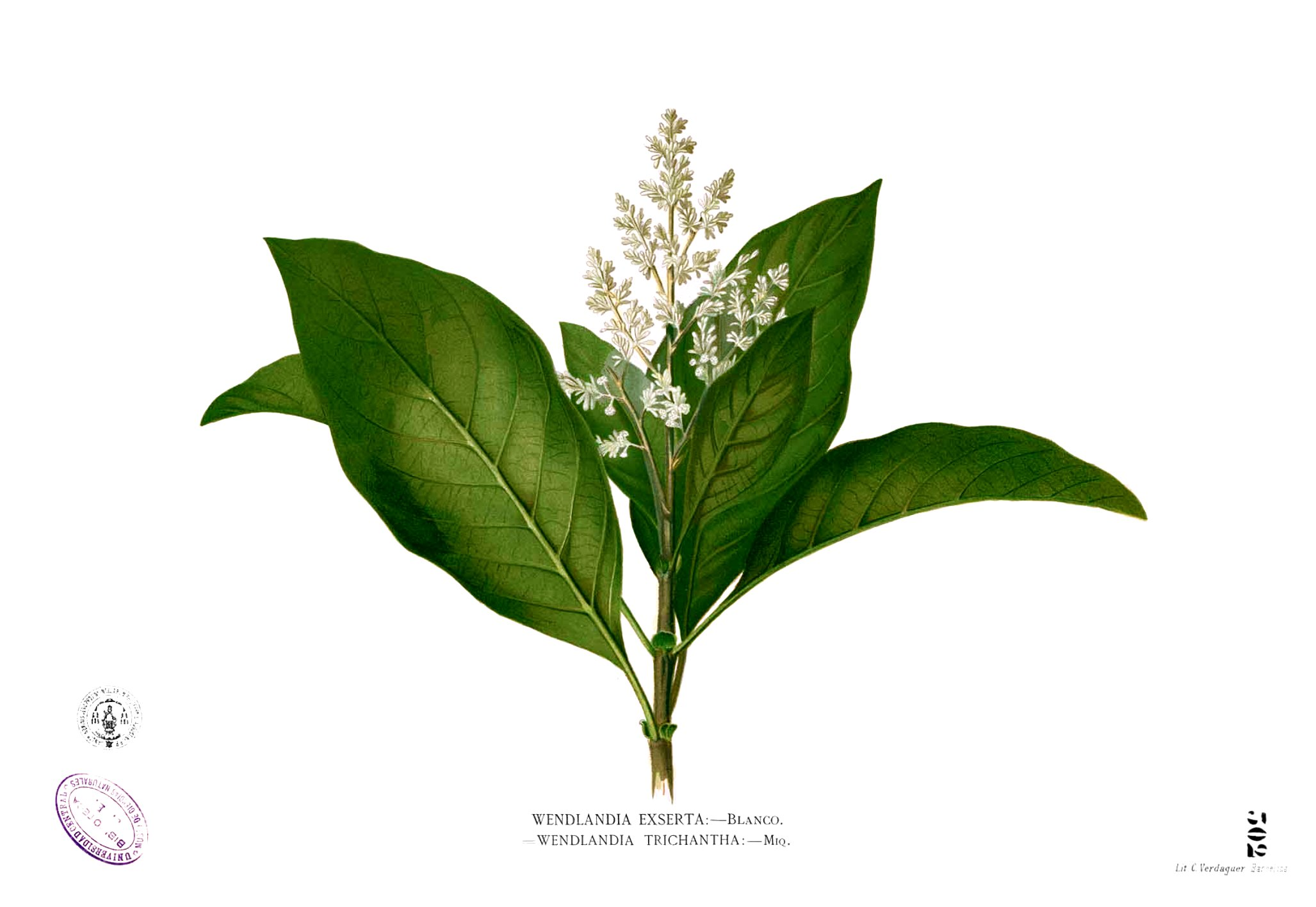
Illustration von Wendlandia luzoniensis

### Erscheinungsbild und Blätter
Wendlandia-Arten sind immergrüne, verholzende Pflanzen, die als Sträucher oder kleine Bäume wachsen. Sie sind unbewehrt. Die Zweige sind manchmal etwas abgeflacht.
Die meist gegenständig oder selten zu dritt in Wirteln angeordneten Laubblätter sind in Blattstiel und Blattspreite gegliedert. Die Blattstiele können manchmal sehr kurz sein, dann sind die Laubblätter fast sitzend. Sie besitzen meist keine Domatien. Die Basis der Blattstiele ist gegliedert. Die einfachen Blattspreiten sind meist eiförmig oder länglich. Die Blattränder sind selten gezähnt und die Nervatur ist selten auf der Blattunterseite nicht erkennbar. Die haltbaren bis früh als Ganzes oder durch Fragmentierung abfallenden Nebenblätter sind dreieckig oder laubblattähnlich, aufrecht und flach bis längsgefaltet oder ausgebreitet bis zurückgekrümmt mit ganzem oder manchmal zweiteiligen oberen Ende.

### Blütenstände und Blüten
Die endständigen, zymösen, thyrsoiden oder schirmrispigen Blütenstände enthalten meist viele Blüten. Es können Blütenstandsschäfte vorhanden sein. In einem Blütenstand sind zwei bis drei Tragblätter vorhanden. Es können Blütenstiele vorhanden sein. Meist scheinen sich die Blüten eines Exemplars oder gar einer Population gleichzeitig zu öffnen.
Die bei einigen Arten stark, bei den meisten etwas duftenden, zwittrigen Blüten sind zygomorph und selten vier-, meist fünfzählig mit doppelter Blütenhülle. Der haltbare Blütenbecher (Hypanthium) ist relativ klein und fast kugelig. Die selten vier, meist fünf fast gleichen Kelchblätter sind verwachsen und der Kelch endet mit vier oder fünf erkennbaren, länglich-stumpfen Kelchzähnen. Die Kronblätter sind oft weiß, weißlich bis gelb oder rot, rosa- bis purpurfarben. Die selten vier, meist fünf Kronblätter sind röhren-, trichter-, stielteller- oder kurzglockenförmig verwachsen. Die Kronröhre ist innen kahl oder flaumig behaart und oft bei Anthese im oberen Bereich zurückgekrümmt. Die selten vier, meist fünf Kronzipfel sind in der Blütenknospe dachziegelartig überlappend und während der Anthese stark zurückgekrümmt bis nach unten eingerollt. Es sind selten vier, meist fünf Staubblätter vorhanden; sie sind etwa gleich lang wie die Krone oder sie überragen diese. Die kurzen bis gut entwickelten Staubfäden sind nahe dem Schlund der Krone inseriert. Der zwei- oder selten dreikammerige Fruchtknoten enthält viele Samenanlagen an einer schildförmigen oder kleinen kugeligen Plazenta. Der dünne Griffel endet meist in einer keulenförmigen, zweispaltig oder zweiteiligen Narbe, die die Krone überragt (bei Wendlandia pendula ist die Narbe ausgerandet).

### Früchte und Samen
Die mehr oder weniger kugeligen Kapselfrüchte sind von den haltbaren Kelchblättern umgeben und enthalten viele Samen. Die pergamentartigen oder holzigen, meist zwei-, selten dreifächerigen Kapselfrüchte öffnen meist lokulizid am oberen Bereich mit zwei Fruchtklappen und selten spalten sie sich danach septizid. Die relativ kleinen Samen sind horizontal abgeflacht mit häutiger, netzartig gerillter Samenschale (Testa) und fleischigen Endosperm. Die Samen besitzen manchmal schmale, kaum erkennbare Flügel.

### Chromosomensätze
Die Chromosomengrundzahl beträgt bei den wenigen untersuchten Arten meist x = 11, es liegt Diploidie vor, also 2n = 22. Bei Wendlandia notoniana beträgt Chromosomengrundzahl x = 12.

## Systematik und Verbreitung

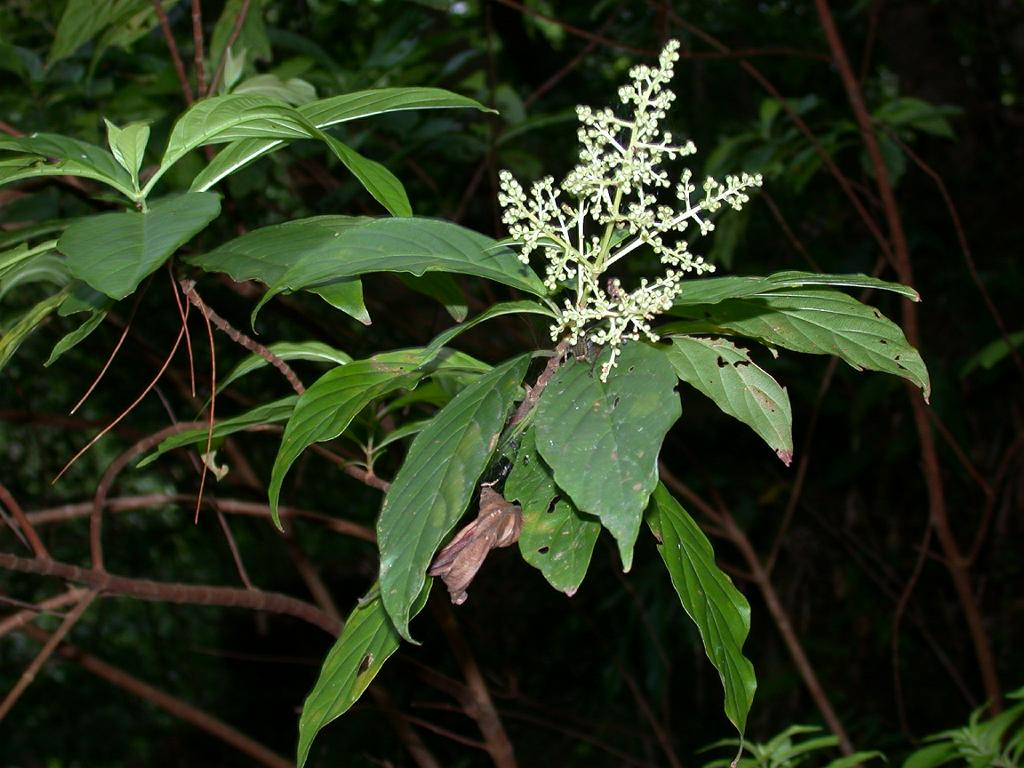
Wendlandia formosana

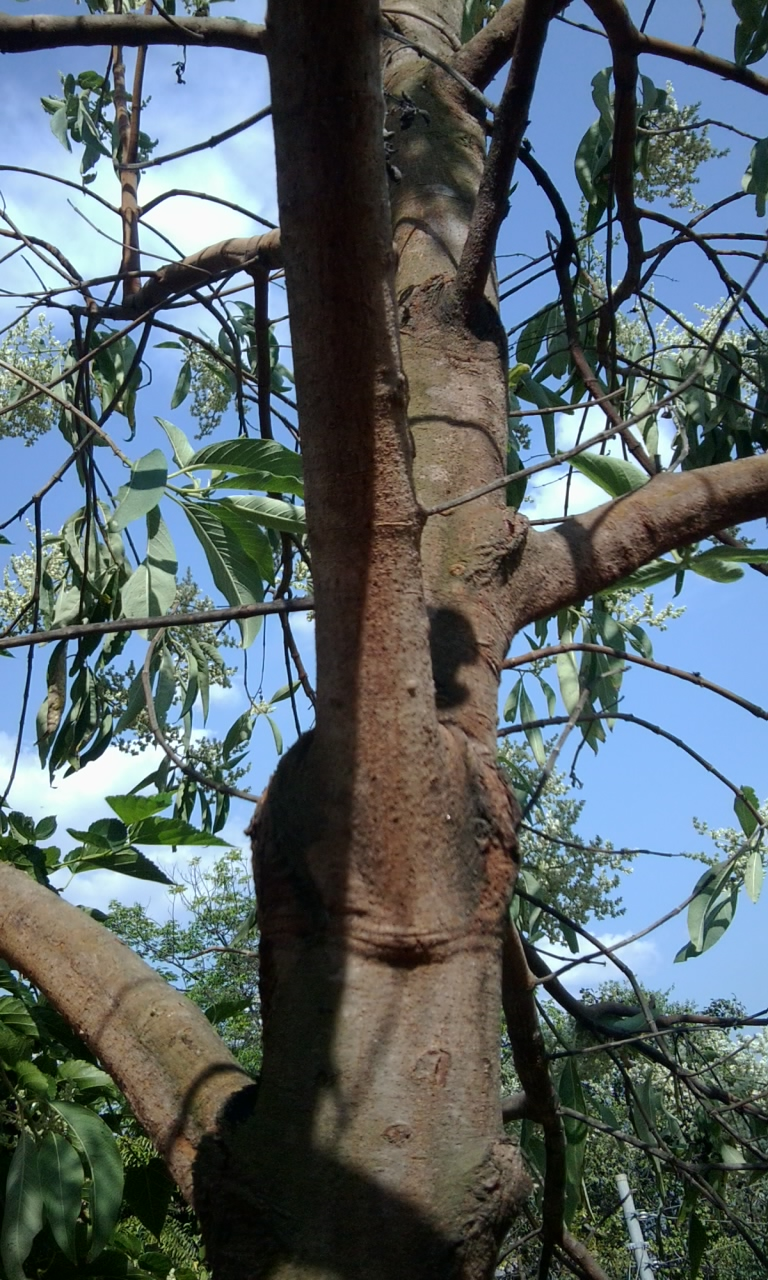
Stamm mit Borke, Laubblätter und Blütenstände von Wendlandia heynei

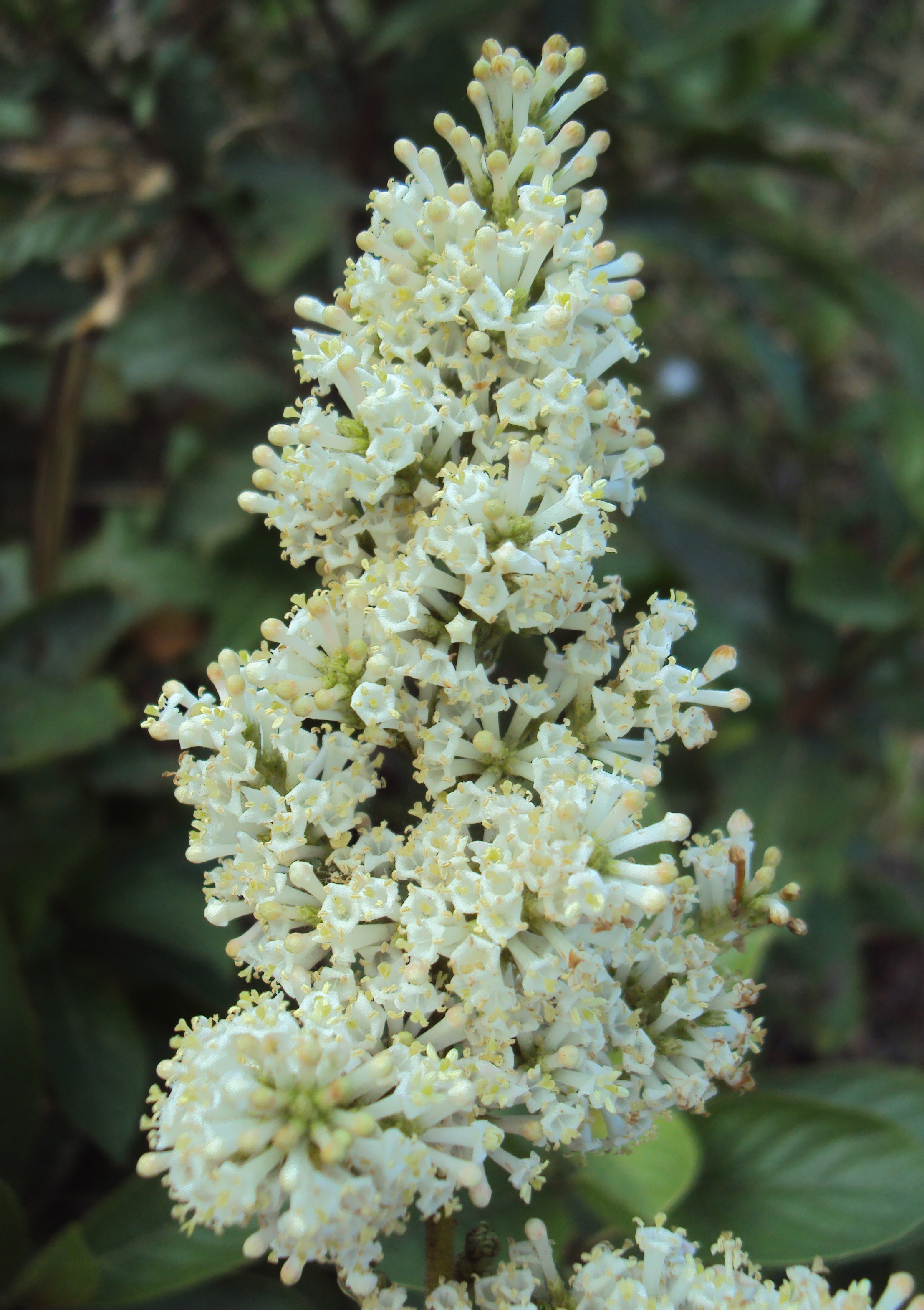
Blütenstand von Wendlandia thyrsoidea

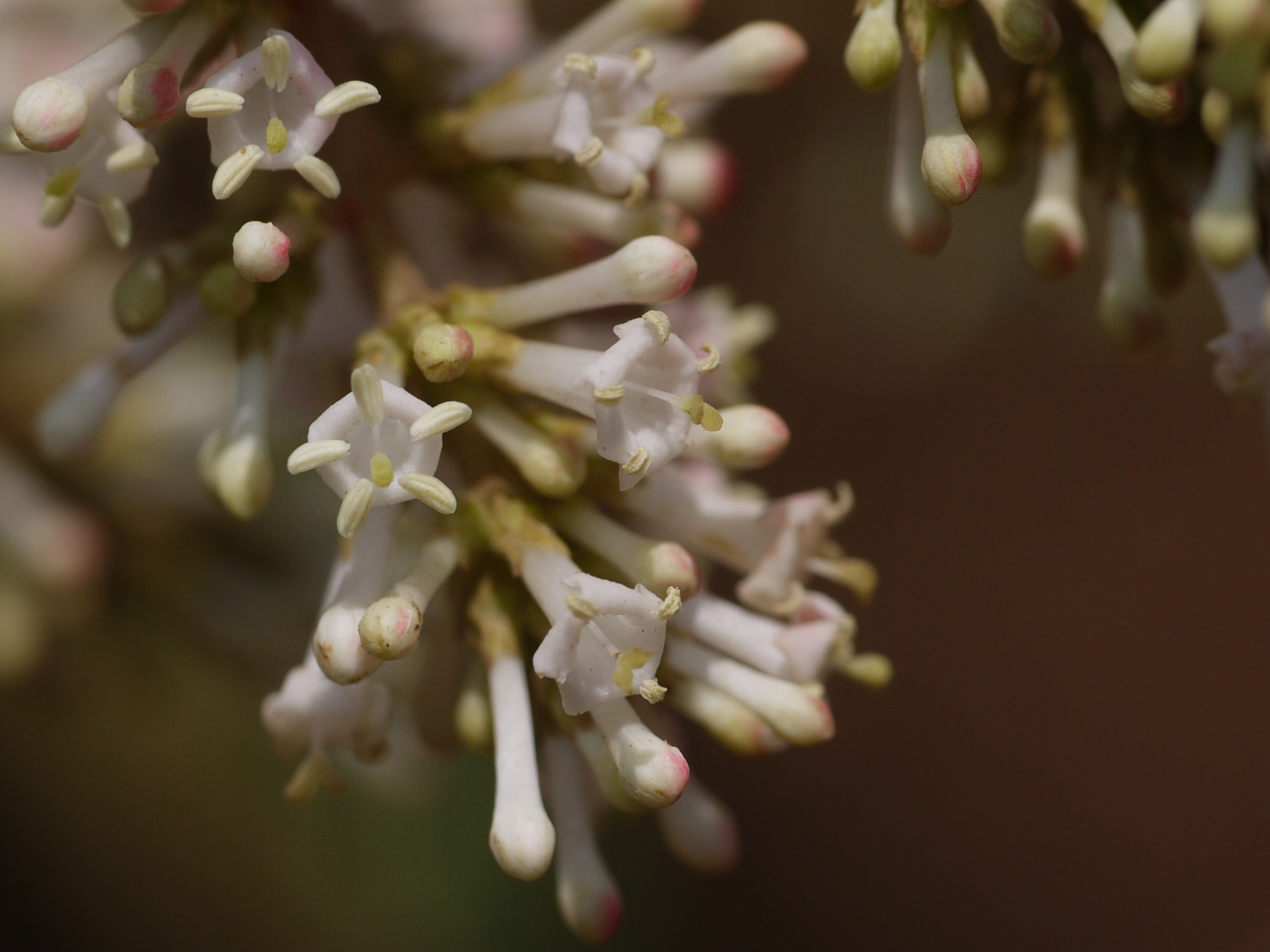
Ausschnitt eines Blütenstandes mit Blüten im Detail von Wendlandia thyrsoidea

Die Gattung Wendlandia wurde 1830 durch Friedrich Gottlieb Bartling in Augustin-Pyrame de Candolle: Prodromus Systematis Naturalis Regni Vegetabilis, Band 4, S. 411 aufgestellt. Wendlandia Bartl. ex DC. nom. cons. ist nach den Regeln der ICBN (Vienna ICBN Art. 14.10 & App. III) konserviert gegenüber dem früher durch Carl Ludwig von  Willdenow in Species Plantarum, 2. Auflage, 6, 1799, S. 275 veröffentlichten Homonym (Vienna ICBN Art. 53) Wendlandia Willd. nom. rej. Der Gattungsname Wendlandia ehrt den Gärtner und Botaniker Heinrich Ludolph Wendland (1792–1869) und eventuell auch seinen Vater Johann Christoph Wendland (1755–1828). Synonyme für Wendlandia Bartl. ex DC. sind: Cattutella Rchb., Katoutheka Adans., Sestinia Boiss. & Hohen.
Die Gattung Wendlandia gehört zur Tribus Augusteae in der Unterfamilie Ixoroideae innerhalb der Familie der Rubiaceae.
Die Gattung Wendlandia ist hauptsächlich in tropischen und subtropischen Gebieten in Asien verbreitet, einige Arten sind in der Pazifik-Region verbreitet. In China gibt es 31 Arten, 21 davon nur dort.
Es gibt etwa 82 bis über 90 Wendlandia-Arten:
- Wendlandia aberrans F.C.How: Dieser Endemit gedeiht in Wäldern an Hängen von Hügeln in Höhenlagen von 900 bis 1200 Metern nur im Kreis Napo im autonomen Gebiet Guangxi.[1]
- Wendlandia acuminata Cowan: Sie kommt in Vietnam vor.[8]
- Wendlandia amocana Cowan: Sie kommt in Bangladesch vor.[8]
- Wendlandia andamanica Cowan: Sie kommt nur auf den Andamanen vor.[8]
- Wendlandia angustifolia Wight ex Hook. f.: Diese Art galt lange als ausgestorben, bis sie 1998 wiederentdeckt wurde. Sie ist in Indien in den Westghats und bei Tirunelveli heimisch.
- Wendlandia appendiculata Wall. ex Hook. f.: Dieser Endemit kommt nur in Nepal vor.[8]
- Wendlandia arabica Deflers: Es gibt zwei Unterarten.[8] Sie kommen in Äthiopien, in Somalia und im Jemen vor.[8]
- Wendlandia arborescens Cowan: Sie kommt auf der Malaiischen Halbinsel vor.[8]
- Wendlandia augustini Cowan: Dieser Endemit gedeiht in Wäldern an Bergen in Höhenlagen von etwa 1300 Metern nur in Simao in der chinesischen Provinz Yunnan.[1]
- Wendlandia basistaminea F.Muell.: Sie kommt nur in Queensland vor.[8]
- Wendlandia bicuspidata Wight & Arn.: Sie kommt in Indien und Sri Lanka vor.[8]
- Wendlandia bouvardioides Hutch.: Sie gedeiht im Dickicht oder in Wäldern an Berghängen, in Tälern oder entlang von Fließgewässern in Höhenlagen von 1200 bis 1800 Metern in der chinesischen Provinz Yunnan.[1]
- Wendlandia brachyantha Merr.: Dieser Endemit kommt nur auf Luzon vor.[8]
- Wendlandia brevipaniculata W.C.Chen: Dieser Endemit gedeiht in Wäldern in Höhenlagen von 200 bis 300 Metern nur in Jingdong in der chinesischen Provinz Yunnan.[1]
- Wendlandia brevituba Chun & F.C.How ex W.C.Chen: Sie gedeiht in Wäldern in Tälern in Höhenlagen von 100 bis 900 Metern in den chinesischen Provinzen Guangdong sowie Guangxi.[1]
- Wendlandia buddleacea F.Muell.: Sie kommt in Papua-Neuguinea vor.[8]
- Wendlandia burkillii Cowan: Sie kommt von Myanmar, auf der Malaiischen Halbinsel und auf den Kleinen Sundainseln vor.[8]
- Wendlandia cambodiana Pit.: Sie kommt in Kambodscha vor.[8]
- Wendlandia cavaleriei H.Lév. (Syn.: Wendlandia feddei H.Lév.): Sie gedeiht im Dickicht oder in Wäldern an Hügeln in Höhenlagen von 200 bis 700 Metern in den chinesischen Provinzen Guangxi (nur in Tianyang) sowie Guizhou.[1]
- Wendlandia connata C.T.White: Sie kommt nur in Queensland vor.[8]
- Wendlandia coriacea (Wall.) DC.: Sie kommt nur in Nepal und im indischen Darjiling vor.[8]
- Wendlandia dasythyrsa Miq. (Syn.: Wendlandia rufescens Miq., Wendlandia trichantha Miq., Wendlandia densiflora var. trichantha (Miq.) Miq.): Sie kommt in Malesien vor.[8]
- Wendlandia densiflora (Blume) DC.: Sie kommt im westlichen Malesien vor.[8]
- Wendlandia erythroxylon Cowan: Sie gedeiht in Wäldern an Hügeln in niederen Höhenlagen nur in Taiwan.[1]
- Wendlandia ferruginea Pierre ex Pit.: Sie kommt in Vietnam vor.[8]
- Wendlandia formosana Cowan: Sie kommt in zwei Unterarten vor, deren Verbreitung sich auf Vietnam, den Ryūkyū-Inseln, Taiwan und die chinesischen Provinzen Guangdong, Guangxi sowie Yunnan beschränkt.[1]
- Wendlandia fulva Cowan: Dieser Endemit kommt nur auf Java vor.[8]
- Wendlandia gamblei Cowan: Sie kommt im südlichen Indien vor.[8]
- Wendlandia glabrata DC.: Die zwei Varietäten kommen von Vietnam bis Malesien vor.[8]
- Wendlandia glomerulata Kurz: Sie kommt im südlichen Myanmar vor.[8]
- Wendlandia grandis (Hook. f.) Cowan (Syn.:Wendlandia tinctoria var. grandis Hook. f., Wendlandia budleioides Wall. ex Wight & Arn.): Sie ist im Himalaya in Indien, Bangladesch, Bhutan, Nepal, Myanmar und Mêdog in Tibet verbreitet.[1]
- Wendlandia guangdongensis W.C.Chen: Sie gedeiht in Höhenlagen von 100 bis 800 Metern in den chinesischen Provinzen Guangdong sowie Hainan.[1]
- Wendlandia heyneana Wall. ex Wight & Arn.: Sie kommt im südlichen Indien und in Bangladesch vor.[8]
- Wendlandia heynei (Schult.) Santapau & Merchant (Syn.: Rondeletia heynei Schult., Rondeletia orissensis Roth, Rondeletia thyrsiflora Roth, Rondeletia cinerea Wall., Rondeletia exserta Roxb. non Blanco, Wendlandia cinerea DC., Wendlandia exserta (Roxb.) DC.): Sie ist auf dem indischen Subkontinent im pakistanischen Punjab, Kaschmir, Nepal, Sikkim sowie Indien verbreitet.
- Wendlandia inclusa C.T.White: Sie kommt nur in Queensland vor.[8]
- Wendlandia jingdongensis W.C.Chen: Dieser Endemit gedeiht in Wäldern an Bergen in Höhenlagen von etwa 1700 Metern nur in Jingdong in der chinesischen Provinz Yunnan.[1]
- Wendlandia junghuhniana Miq.: Dieser Endemit kommt nur auf Java vor.[8]
- Wendlandia lauterbachii Valeton: Sie kommt in Papua-Neuguinea vor.[8]
- Wendlandia laxa S.K.Wu ex W.C.Chen: Dieser Endemit gedeiht in Mischwäldern in Höhenlagen von 500 bis 1000 Metern nur in Jingdong in der chinesischen Provinz Yunnan.[1]
- Wendlandia ligustrina Wall. ex G.Don: Sie kommt in Myanmar und in den chinesischen Provinzen Yunnan sowie in Guizhou nur in Qinglong vor.[1]
- Wendlandia ligustroides (Boiss. & Hohen.) Blakelock: Sie kommt von der südöstlichen Türkei bis zum nordwestlichen Irak vor.[8]
- Wendlandia litseifolia F.C.How: Dieser Endemit gedeiht in Wäldern an Bergen oder Hügeln in Höhenlagen von etwa 800 Metern nur in Tianlin im chinesischen Autonomen Gebiet Guangxi.[1]
- Wendlandia longidens (Hance) Hutch. (Syn.: Wendlandia henryi Oliv.): Sie gedeiht im Dickicht an Fließgewässern und an Berghängen in Höhenlagen von 0 bis 1800 Metern in den chinesischen Provinzen Guizhou (nur Chishui), Hubei (nur Yichang), Sichuan sowie Yunnan.[1]
- Wendlandia longipedicellata F.C.How: Dieser Endemit gedeiht in Wäldern an Bergen in Höhenlagen von etwa 1600 Metern nur in Luxi in der chinesischen Provinz Yunnan.[1]
- Wendlandia luzoniensis DC.: Die zwei Varietäten kommen in Vietnam und in Taiwan nur in Taidong und auf den Philippinen vor.[8]
- Wendlandia merrilliana Cowan: Die zwei Varietäten gedeihen in Höhenlagen von 400 bis 1400 Metern nur in der chinesischen Provinz Hainan.[1]
- Wendlandia myriantha F.C.How: Dieser Endemit gedeiht in Wäldern in Schluchten in Höhenlagen von etwa 300 Metern nur in Shangsi im chinesischen Autonomen Gebiet Guangxi.[1]
- Wendlandia nervosa Merr.: Dieser Endemit kommt nur auf Luzon vor.[8]
- Wendlandia nitens Wall. ex G.Don: Sie kommt in Myanmar vor.[8]
- Wendlandia nobilis Geddes: Sie kommt in Thailand vor.[8]
- Wendlandia oligantha W.C.Chen: Sie gedeiht auf Felsen in Wäldern oder im Dickicht in Tälern in Höhenlagen von 300 bis 1000 Metern im chinesischen Autonomen Gebiet Guangxi.[1]
- Wendlandia ovata Merr.: Sie kommt nur im westlichen Teil der Insel Sumatra vor.[8]
- Wendlandia paedicalyx Pit.: Sie kommt in Vietnam vor.[8]
- Wendlandia paniculata (Roxb.) DC.: Sie kommt von Bangladesch bis Indochina und von Malesien bis Neuguinea vor.[8]
- Wendlandia parviflora W.C.Chen: Dieser Endemit gedeiht in Wäldern in der Ebene nur in Mengla in der chinesischen Provinz Yunnan.[1]
- Wendlandia pendula (Wall.) DC.: Sie ist im Himalaya in Indien, Nepal, Bhutan, Myanmar und Yunnan verbreitet.[1]
- Wendlandia philippinensis Cowan: Dieser Endemit kommt nur auf Luzon vor.[8]
- Wendlandia pingpienensis F.C.How: Sie gedeiht in Wäldern oder im Dickicht in Tälern in Höhenlagen von 200 bis 1500 Metern in der chinesischen Provinz Yunnan.[1]
- Wendlandia proxima (D.Don) DC.: Sie kommt nur in Nepal vor.[8]
- Wendlandia psychotrioides (F.Muell.) F.Muell.: Sie kommt nur in Queensland vor.[8]
- Wendlandia puberula DC.: Sie kommt auf dem indischen Subkontinent in Pakistan nur in Hazara, in Kaschmir und in Indien in Chamba, Kangra sowie Garhwal vor.[2]
- Wendlandia pubigera W.C.Chen: Dieser Endemit gedeiht in dichten Wäldern nur in Shangsi im chinesischen Autonomen Gebiet Guangxi.[1]
- Wendlandia salicifolia Franch.: Sie ist in Laos, Vietnam und in den chinesischen Provinzen Guangxi (nur Donglan), Guizhou (nur Guanling) sowie Yunnan verbreitet.[1]
- Wendlandia scabra Kurz: Die vier Varietäten sind in Indien, Bangladesch, Nepal, Myanmar, Thailand, Vietnam und in den chinesischen Provinzen Guangxi, Guizhou sowie Yunnan verbreitet.[1][8]
- Wendlandia sericea W.C.Chen: Sie kommt in Laos vor.[8]
- Wendlandia sibuyanensis Cowan: Sie kommt auf den Philippinen vor.[8]
- Wendlandia sikkimensis Cowan: Dieser Endemit kommt nur im indischen Distrikt Darjeeling vor.[8]
- Wendlandia speciosa Cowan (Syn.: Wendlandia speciosa var. forrestii Cowan): Sie ist im Himalaya in Indien, Bhutan und Mêdog in Tibet sowie Yunnan verbreitet.[1]
- Wendlandia subalpina W.W.Sm.: Sie gedeiht an offenen Standorten oder im Dickicht an Berghängen in Höhenlagen von 1800 bis 3100 Metern in der chinesischen Provinz Yunnan.[1]
- Wendlandia syringoides (Cowan) Cowan: Dieser Endemit kommt auf Luzon vor.[8]
- Wendlandia ternifolia Cowan: Sie kommt in Thailand, Vietnam und Malaysia vor.[8]
- Wendlandia teysmanniana Miq.: Sie kommt auf Sumatra vor.[8]
- Wendlandia thorelii Pit.: Sie kommt in Laos und Vietnam vor.[8]
- Wendlandia thyrsoidea (Roth) Steud.: Sie kommt in Indien vor.[8]
- Wendlandia tinctoria (Roxb.) DC.: Die neun Unterarten sind Indien, Bangladesch, Nepal, Bhutan, Myanmar, Thailand, Vietnam und in den chinesischen Provinzen Guangxi, Guizhou sowie Yunnan verbreitet.[1][8]
- Wendlandia tombuyukonensis Suzana, J.T.Pereira & Sugau: Sie wurde 2008 aus Sabah erstbeschrieben.[8]
- Wendlandia tonkiniana Pit.: Sie kommt in Vietnam vor.[8]
- Wendlandia urceolata C.T.White: Sie kommt nur in Queensland vor.[8]
- Wendlandia uvariifolia Hance: Die vier Unterarten kommen in Vietnam, Taiwan und in den chinesischen Provinzen Guangdong, Guangxi, Guizhou, Hainan sowie Yunnan vor.[1]
- Wendlandia villosa W.C.Chen: Sie gedeiht in Wäldern in der chinesischen Provinz Yunnan.[1]
- Wendlandia wallichii Wight & Arn.: Die zwei Varietäten kommen vom östlichen Himalaja bis Bangladesch vor.[8]
- Wendlandia warburgii Merr.: Sie kommt nur auf Luzon vor.[8]